# Sindrome di Melnick-Needles
La sindrome di Melnick-Needles, conosciuta anche come osteodisplasia di Melnick-Needles è una malattia congenita estremamente rara, con meno di 70 casi documentati, descritta per la prima volta da John C. Melnick e Carl F. Needles nel 1966.
Si presenta con esoftalmo, micrognazia e scorretto allineamento dentale, curvatura ad S dei muscoli delle gambe, sclerosi alla base del cranio. Nei maschi, la malattia è quasi sempre letale, mentre nelle femmine, la speranza di vita non sembra influenzata dalla malattia. Lo sviluppo mentale è normale.
La sindrome di Melnick-Needles è associata a mutazioni del gene FLNA e viene trasmessa per ereditarietà dominante legata al cromosoma X. Come per molte malattie genetiche, non vi è una cura nota.